# آرالیای برگ‌پهن
آرالیای برگ پهن (نام علمی: ARALIA SIEBOLDII) عضوی از گروه خانواده عشقه به انگلیسی و بومی مناطق جنوب ژاپن و کره شمالی می‌باشد.
از نام‌های رایج و دیگر این گیاه می‌شود به فاتسیا ژاپونیکا، Aralia japonica Thunb ,A. sieboldii Hort اشاره کرد.

## شرایط نگهداری
نور مورد نیاز: این گیاه به نور کمی نیاز دارد و باید در سایه قرار بگیرد و نور خورشید به صورت غیر مستقیم به آن بتابد.
آب مورد نیاز: این گیاه بهتر است که هفته ای دو الی ۳ بار آبیاری شود.
خاک مورد نیاز: خاک این گیاه باید از نوع اسیدی و دارای مواد آلی بالا باشد و بهتر است برای رشد بهتر از خاک‌های مرطوب استفاده شود.
دما مورد نیاز: این گیاه باید در دمای ۲۰ الی ۲۲ درجه سانتی گراد نگهداری شود.